# Дийн Девлин
Дийн Девлин (на английски език – Dean Devlin) е бивш американски актьор и настоящ сценарист и филмов продуцент.

## Биография
Роден е в Ню Йорк, в семейството на Пилар Сурат (актриса и танцьорка), и Дон Девлин, писател, актьор и продуцент.

## Кариера
Започва като актьор, участвайки в няколко телевизионни сериали, през 80-те години на ХХ век. Участва в няколко филма: „Див живот“, „Моят бодигард“ и др, преди да вземе участие в германския англо-езичен филм на режисьора Роланд Емерих – „Луна 44“.
Следва дългогодишно сътрудничество с Емерих, като негов първи сценарии е за филма „Универсален войник“.
Двамата създават супер продукции като: Старгейт, Денят на независимостта, Годзила, и Патриотът.